# وزراشتادیون
 ورزشگاه وِزِر  یا وِزِراشتادیون (به آلمانی: Weserstadion) ورزشگاهی در شهر برمن در کشور آلمان است.
بازی‌های خانگی باشگاه ورزشی وردر برمن در این ورزشگاه برگزار می‌شود.

## نگارخانه

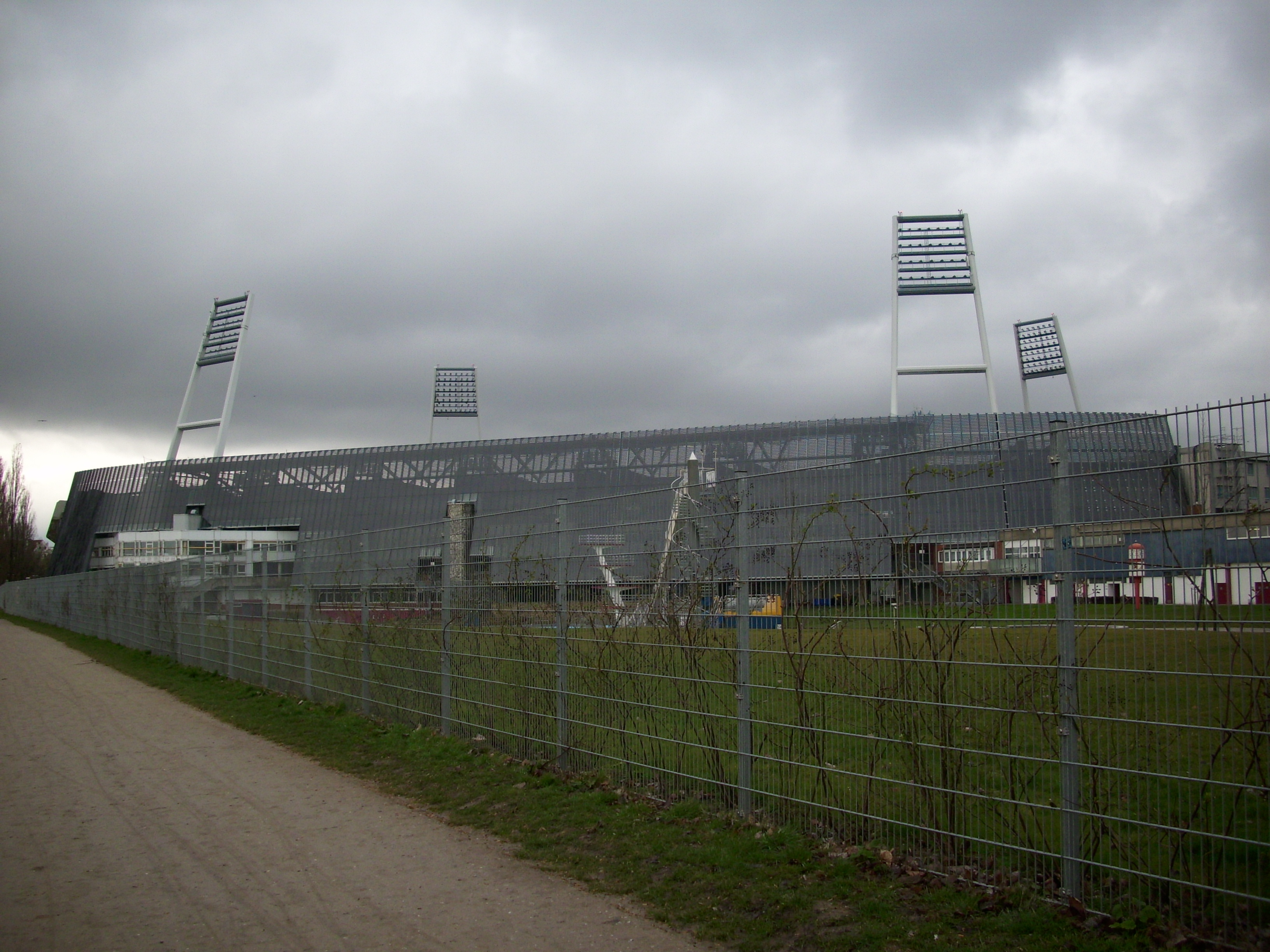
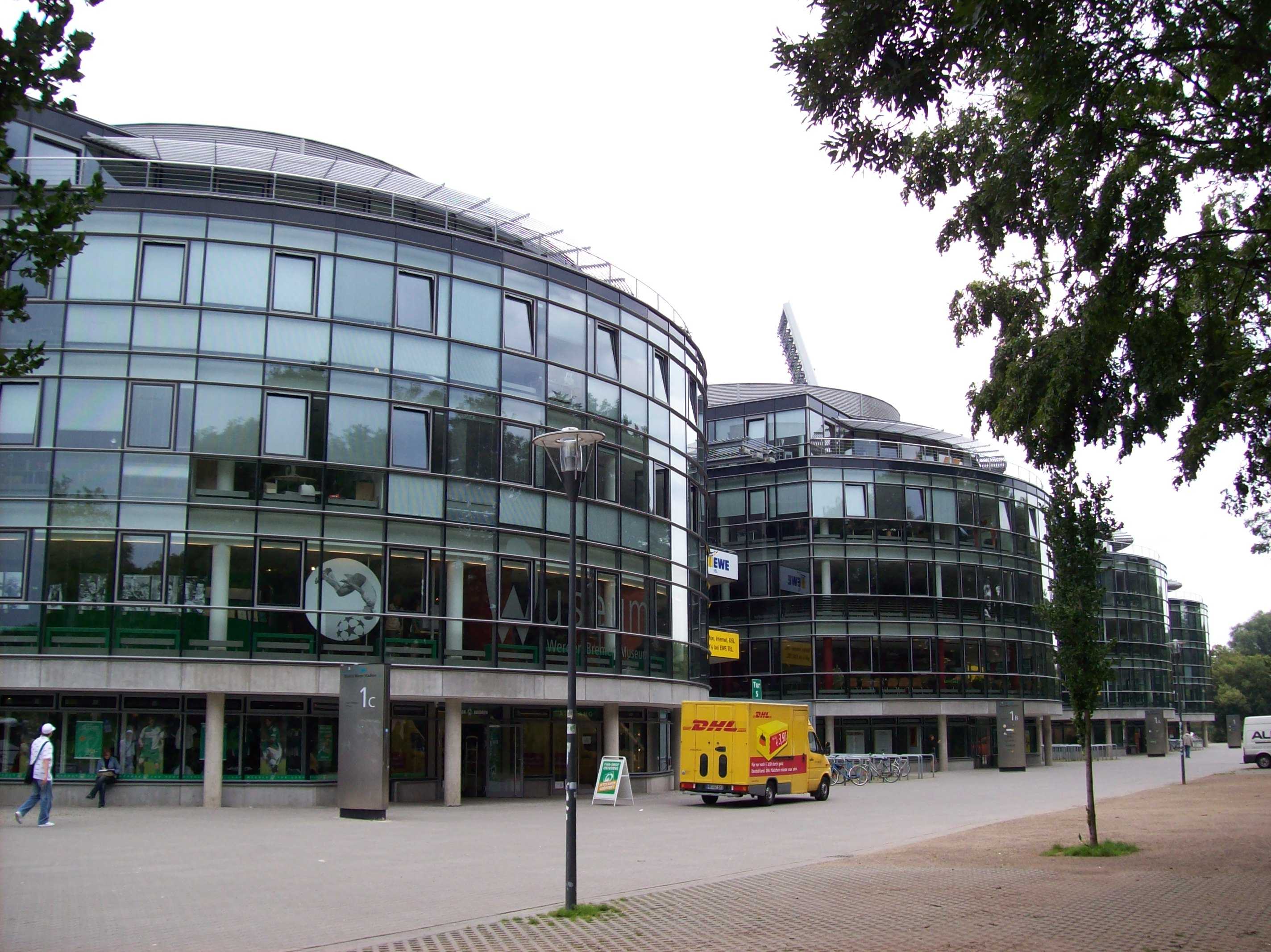
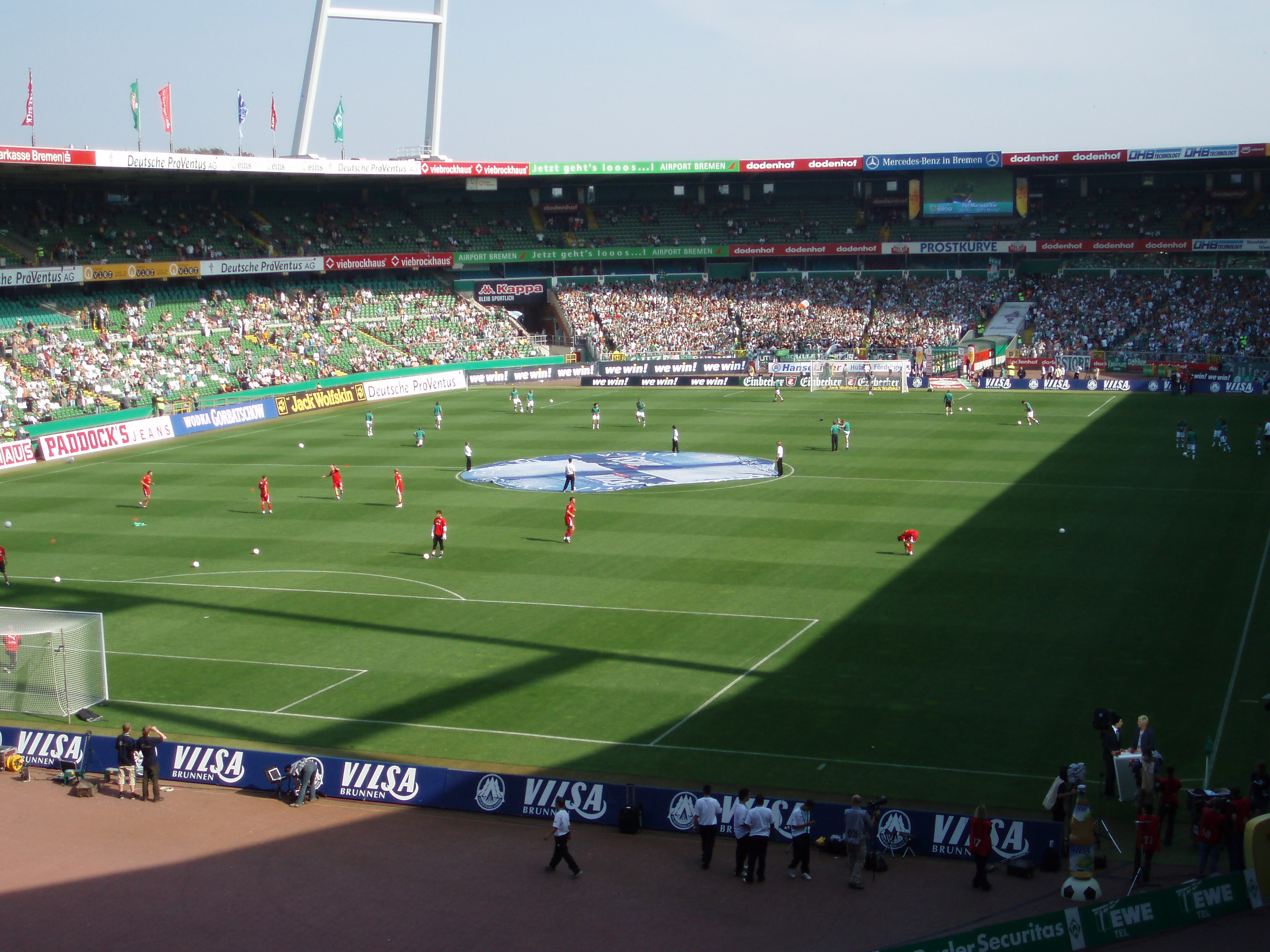
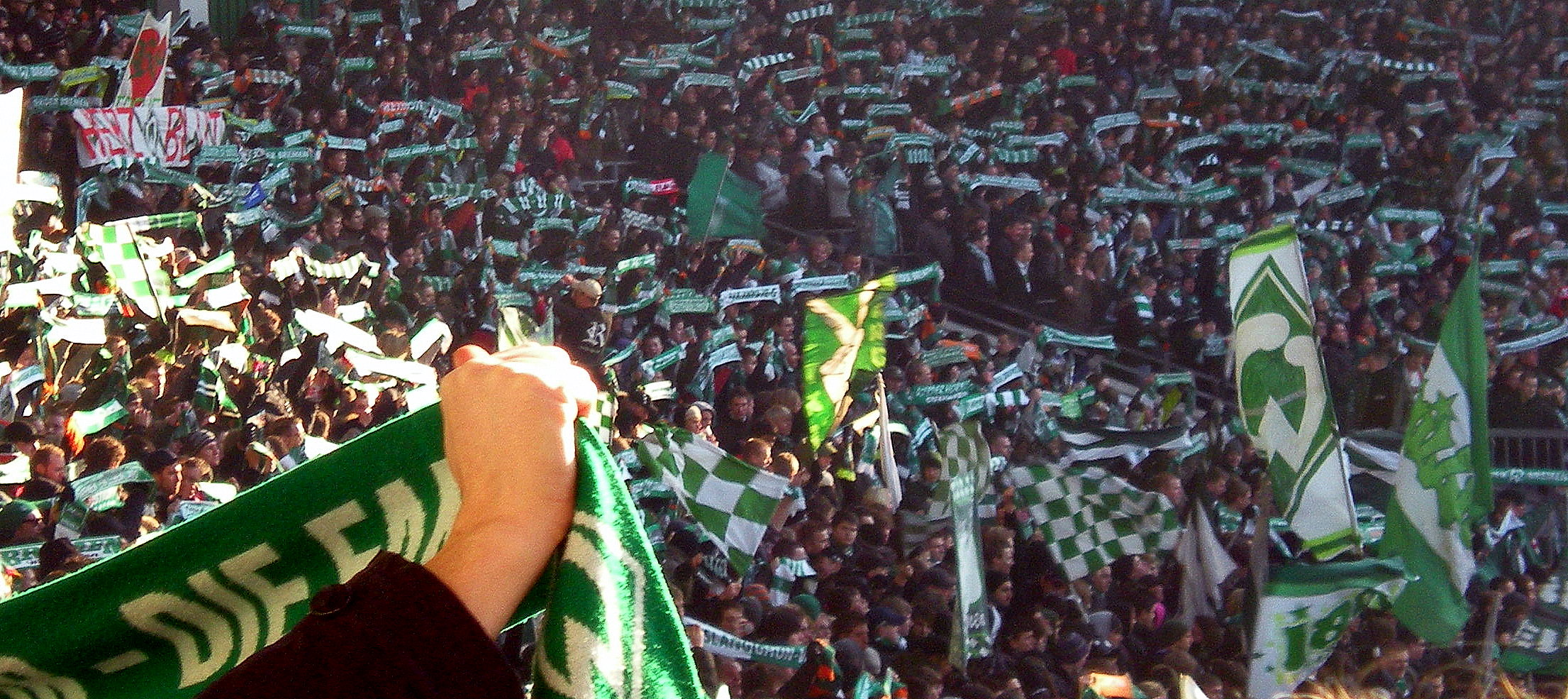
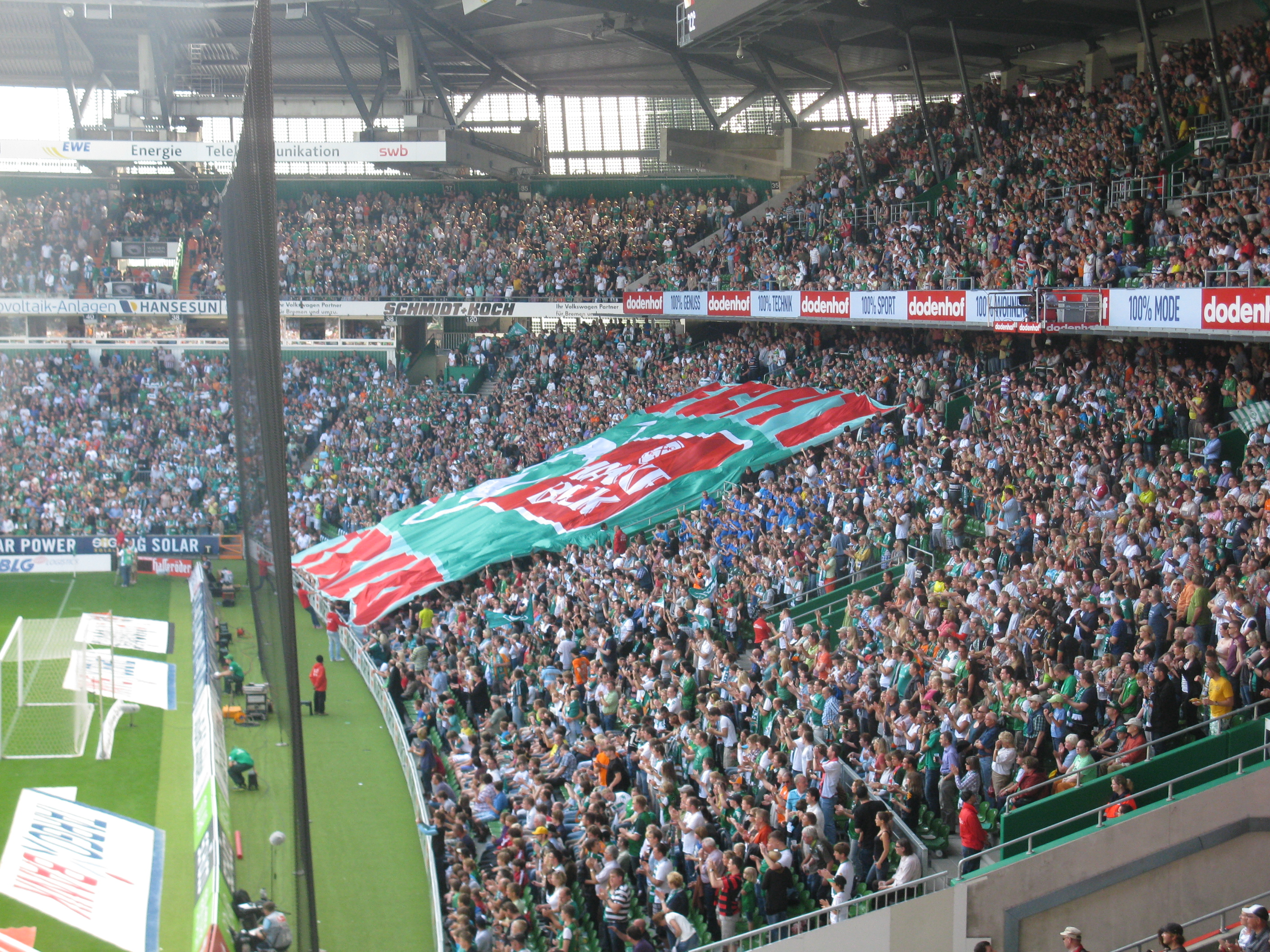